# Forstinning
Forstinning ist eine Gemeinde und ein Kirchdorf im oberbayerischen Landkreis Ebersberg. Sie liegt am Ebersberger Forst.

## Geographie

### Lage
Die Gemeinde liegt in der Region München am nördlichen Rand des Ebersberger Forstes in der Münchner Schotterebene angrenzend an den Landkreis Erding. Forstinning befindet sich rund 26 km östlich der Landeshauptstadt München, 18 km südlich von Erding, 24 km westlich von Haag, 12 km nördlich der Kreisstadt Ebersberg und 30 km vom Flughafen München entfernt.

### Nachbargemeinden
- Anzing
- Markt Schwaben
- Ottenhofen
- Pastetten
- Forstern
- Hohenlinden

### Gemeindegliederung
Es gibt 18 Gemeindeteile (in Klammern ist der Siedlungstyp angegeben):
- Aich (Einöde)
- Aitersteinering (Dorf)
- Berg (Einöde)
- Forstinning (Pfarrdorf)
- Köckmühle (Einöde)
- Kressiermühle (Weiler)
- Moos (Dorf)
- Neupullach (Kolonie)
- Niederried (Weiler)
- Salzburg (Einöde)
- Schußmühle (Einöde)
- Schwaberwegen (Dorf)
- Sempt (Weiler)
- Siegstätt (Weiler)
- Steffelmühle (Weiler)
- Wagmühle (Einöde)
- Wind (Weiler)
- Wolfmühle (Einöde)

Es gibt nur die Gemarkung Forstinning.

### Natur
Folgende Schutzgebiete berühren das Gemeindegebiet:
- Landschaftsschutzgebiet Schutz des Ebersberger Forstes im Landkreis Ebersberg als LSG (LSG-00354.01)
- Fauna-Flora-Habitat-Gebiet Ebersberger und Großhaager Forst (7837-371)

## Geschichte

### Bis zum 20. Jahrhundert
Siedlungsspuren deuten darauf hin, dass das Gemeindegebiet schon früher besiedelt war.  In einer Kiesgrube südlich von Forstinning fand man einen Glockenbecher, der auf etwa 2000 v. Chr. datiert wurde. Bei der Semptquelle entdeckte man Spangenbarren aus der Bronzezeit. Im Ortsteil Aitersteinering gibt es eine Keltenschanze, die allerdings durch landwirtschaftliche Bodenbearbeitung nahezu eingeebnet ist. Im Ortsteil Sempt wurde von einem Bauern ein bronzenes Widderfigürchen aus der Keltenzeit gefunden, welches in der Archäologischen Staatssammlung in München verwahrt wird. Bei Berg stand ein römischer Bauernhof aus gebrannten Lehmziegeln, nah dem Knotenpunkt zweier Römerstraßen in Sempt. Hier entstand im 2. Jahrhundert ein Handelsplatz. Um 550 führte die Salzstraße über Sempt, das zur „curtis fuscalis“ wurde, ein Königshof mit Markt. Die Grafen von Sempt hatten hier ihre Stammburg, bis sie Ende des 9. Jahrhunderts nach Ebersberg umzogen. Der genaue Standort der alten Burg ist allerdings nicht bekannt. Die Kirche von Sempt wurde 1803 abgebrochen.
Der Hauptort wurde 804 als „Undeoingas“ erstmals erwähnt. Um 1050 wird mit einem „Engildeo“ Ortsadel bezeugt.
Forstinning gehörte später zum Rentamt München und zum Landgericht Schwaben (hatte seinen Sitz im heutigen Markt Schwaben) des Kurfürstentums Bayern. Die Gemeinde Forstinning entstand mit dem bayerischen Gemeindeedikt von 1818.
Am 14. Juli 1894 wurde Forstinning von einem Tornado heimgesucht, der schwere Verwüstungen nach sich zog.

### Religionen
In Forstinning gibt es eine römisch-katholische Pfarrkirche, die zur Pfarrei Anzing-Forstinning und zum Erzbistum München-Freising gehört.

### Einwohnerentwicklung
Zwischen 1988 und 2018 wuchs die Gemeinde von 2648 auf 3827 um 1179 Einwohner bzw. um 44,5 %.
- 1970: 2069 Einwohner
- 1987: 2638 Einwohner
- 1991: 2751 Einwohner
- 1995: 2937 Einwohner
- 2000: 3225 Einwohner
- 2005: 3389 Einwohner
- 2010: 3505 Einwohner
- 2015: 3683 Einwohner

## Politik

### Gemeinderat
Die Gemeinderatswahl 2020 führte zu folgenden Stimmenanteilen und Sitzen:
| Partei/Liste | %     | Sitze |
| ------------ | ----- | ----- |
| CSU          | 32,96 | 5     |
| GRÜNE        | 17,25 | 3     |
| SPD          | 15,79 | 3     |
| UWG          | 34,01 | 5     |

### Bürgermeister
Erster Bürgermeister ist seit Mai 2014 Rupert Ostermair (CSU).

### Wappen
| | Blasonierung: „In Blau aus goldenem Dreiberg wachsend zwei goldene Fichten, dazwischen ein silbernes Kreuz.“ |
| Wappenbegründung: Für die Gemeinde wurde ein redendes Wappen geschaffen, das das Ortsnamensbestimmungswort „Forst-“ durch zwei heraldisch stilisierte Fichten sinnbildlich darstellt. Dadurch wird auch die Lage am Ebersberger Forst symbolisiert. Als ortsgeschichtliche Besonderheit kann die auf eine lange Geschichte zurückblickende St. Silvesterbruderschaft gelten, die nach älteren Unterlagen zur Ortsgeschichte über eigenen Grundbesitz verfügte. Da als symbolisches Attribut des Hl. Silvester das Kreuz gilt, wurde dieses Bild in das Wappen als unterscheidendes Beizeichen aufgenommen Dieses Wappen wird seit 1969 geführt. | |

### Gemeindepartnerschaften
- Ungarn: Es besteht eine Partnerschaft mit der Gemeinde Dunasziget.
- Spanien: Es besteht eine Partnerschaft mit der Gemeinde Escorca.

## Bau- und Bodendenkmäler
- Pfarrkirche Mariä Heimsuchung: erhielt jetzige Gestalt durch den Münchner Baumeister Trischberger im Jahre 1765/66
- Altes Schulhaus, das jetzige Rathaus

## Wirtschaft und Infrastruktur

### Wirtschaft einschließlich Land- und Forstwirtschaft
Es gab 1998 nach der amtlichen Statistik im Bereich der Land- und Forstwirtschaft 10, im produzierenden Gewerbe 227 und im Bereich Handel und Verkehr 183 sozialversicherungspflichtig Beschäftigte am Arbeitsort. In sonstigen Wirtschaftsbereichen waren im Jahr 1998 am Arbeitsort 129 Personen sozialversicherungspflichtig beschäftigt. 2020 waren es insgesamt 1704 sozialversicherungspflichtig Beschäftigte am Arbeitsort.
Sozialversicherungspflichtig Beschäftigte am Wohnort gab es 1998 insgesamt 1072. Im verarbeitenden Gewerbe gab es keine, im Bauhauptgewerbe zwölf Betriebe. Zudem bestanden im Jahr 2003 36 landwirtschaftliche Betriebe mit einer landwirtschaftlich genutzten Fläche von 972 ha.

### Verkehr
Forstinning ist über eine Anschlussstelle an die Bundesautobahn 94 angebunden. Zudem verläuft die Bundesstraße 12, die im Gemeindegebiet aus der A 94 hervorgeht, durch das Gemeindegebiet sowie die regional bedeutsame Staatsstraße 2080 Rosenheim – Ebersberg – Markt Schwaben – Erding. Überregional ist Forstinning vor allem durch den Streit um den Weiterbau der A 94 bekannt. Das umstrittene Teilstück liegt zwischen Forstinning und Ampfing.
Der nächstgelegene Bahnhof befindet sich im 6 km entfernten Markt Schwaben mit Anbindung an den Regionalverkehr der Südostbayernbahn sowie die im 20-Minuten-Takt verkehrende S-Bahn. Der öffentliche Personennahverkehr in Forstinning besteht aus Busverbindungen der Regionalverkehr Oberbayern GmbH (RVO) mit München-Max-Weber-Platz, München-Messestadt-Ost über Poing, Markt Schwaben, Hohenlinden und Ebersberg.

### Bildung
Im Jahr 2011 gab es folgende Einrichtungen:
- Kinderhaus „St. Silvester“ unter der Trägerschaft der katholischen Pfarrkirchenstiftung Forstinning mit 75 Kindergartenplätzen und einer Kinderkrippe.[10][11]
- Kinderhaus „Kunterbunt“ unter der Trägerschaft des AWO-Kreisverbandes Ebersberg mit 100 anerkannten Betreuungsplätzen auf drei Kindergartengruppen und einer Hortgruppe.[12]
- Georg-Kerschensteiner-Volksschule – Grundschule: mit acht Lehrern und 160 Schülern

Weiterführende Schulen befinden sich in Markt Schwaben (Gymnasium, Realschule, Hauptschule) sowie in Erding (Berufsschule, Berufsoberschule, Fachoberschule).

## Sport
Im Ort Forstinning gibt es ein Sportzentrum mit fünf Fußballfeldern, eines davon mit Kunstrasen und zwei Kleinfelder. Ebenso gibt es dort eine Tennisanlage mit fünf Spielfeldern. Größter Sportverein ist der VfB Forstinning mit den Abteilungen Fußball, Leichtathletik, Tennis, Tischtennis und Turnen.

## Persönlichkeiten
- Alois Hundhammer (* 25. Februar 1900 in Moos; † 1. August 1974 in München), bayerischer Kultusminister, Landwirtschaftsminister und stellvertretender Ministerpräsident
- Thomas Hitzlsperger (* 5. April 1982 in München), ehemaliger Fußballprofi und deutscher Fußballnationalspieler, wuchs im Gemeindeteil Wagmühle auf, besuchte in Forstinning die Grundschule und spielte beim örtlichen Verein VfB Forstinning.
- In Moos bei Forstinning hielt sich einige Zeit der Komponist Carl Maria von Weber auf.
- In den Jahren 1871/72 wirkte an der Forstinninger Schule der später berühmt gewordene Reformpädagoge Georg Kerschensteiner als Hilfslehrer.